# Isla Kennon
La isla Kennon es una isla de 0,5 km de largo, ejerciendo de satélite de la mayor isla Attu, en el archipiélago de las islas Near, dentro del grupo de las islas Aleutianas, Alaska. Se encuentra localizada a apenas 1 km frente a la costa oriental de Attu, en la bahía de Chichagof. La isla fue bautizada por el teniente William Gibson en julio de 1855, en honor del teniente Beverley Kennon, de la US Navy. El teniente Kennon sirvió con el teniente Gibson en la goleta USS Fenimore Cooper durante la Expedición de Exploración del Pacífico Norte, entre 1854-1855.
- Datos: Q1477343